# Anacarsis Lanús

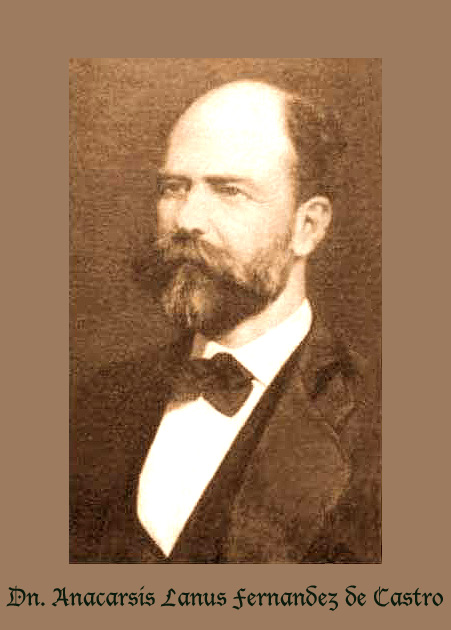

Hipólito Anacarsis Lanús (Concepción del Uruguay, Entre Ríos, 14 de noviembre de 1820 - Buenos Aires, 14 de octubre de 1888) fue un comerciante argentino que tuvo una actuación destacable durante los años del Estado de Buenos Aires y llegó a ser considerado el hombre más rico del país tras aumentar enormemente su fortuna negociando con las provisiones de los ejércitos de la Triple Alianza durante la Guerra del Paraguay.

## Biografía
Era hijo de Jean Lanusse Casenave, nacido el 21 de junio de 1786 en Préchacq-Navarrenx, Bajos Pirineos, y de la porteña Teresa Fernández de Castro y Pessoa, nacida el 14 de agosto de 1793 y fallecida el 3 de abril de 1853. En su juventud se dedicó al comercio minorista en la ciudad de Buenos Aires. Durante la gobernación de Juan Manuel de Rosas hizo grandes negocios con importaciones desde Europa y con el tráfico a través del río Paraná.
Después de la Batalla de Caseros se unió al partido de Bartolomé Mitre y participó en la revolución del 11 de septiembre de 1852. El gobierno del Estado de Buenos Aires lo nombró subjefe de policía de la ciudad. Durante la década siguiente fue diputado provincial y aumentó su fortuna proveyendo a las milicias que enfrentaban a los indígenas del sur de la provincia.
Fue uno de los más importantes proveedores de los ejércitos aliados durante la Guerra de la Triple Alianza. Aumentó enormemente su fortuna, y los testimonios de los militares que combatían coinciden en acusarlo de repetidas maniobras especulativas, y de proveer alimentos y vestimenta de muy inferior calidad a la contratada. Continuó prestando servicios de provisión del Ejército Argentino durante la rebelión jordanista iniciada en 1870. En los años siguientes continuó negociando con la provisión de los fortines de la frontera indígena. Era considerado el hombre más rico del país.
En 1874 se pronunció a favor de la revolución de ese año, organizada por el expresidente Mitre. Financió gran parte de la campaña de Mitre, de modo que cuando ésta terminó con su completa derrota perdió gran parte de su fortuna y de su prestigio comercial. 
Entre las posibles razones que dieron origen a perdida de A. Lanús destacan también las crisis financieras del 1873 y 1890, ambas con un profundo impacto negativo sobre la Argentina. Este contexto de crisis generó importantes consecuencias en entidades bancarias como Banco Provincia de Buenos Aires. Entre 1874 y 1878, el Banco de la Provincia de Buenos Aires fue dirigido por Carlos Casares, un partidario de Adolfo Alsina, quien tenía tensiones políticas con la familia Lanús.
Comenzó a recuperar la fortuna perdida al producirse en 1879 la llamada Conquista del Desierto, como proveedor del ejército organizado por el ministro general Julio Argentino Roca; debió compartir los negocios con los hermanos del ministro, especialmente con Ataliva Roca.
A principios de 1888 comenzó a diversificar sus negocios, al conseguir la concesión del ferrocarril a Bolivia; pero falleció el 14 de octubre del mismo año, sin haber iniciado la obra.

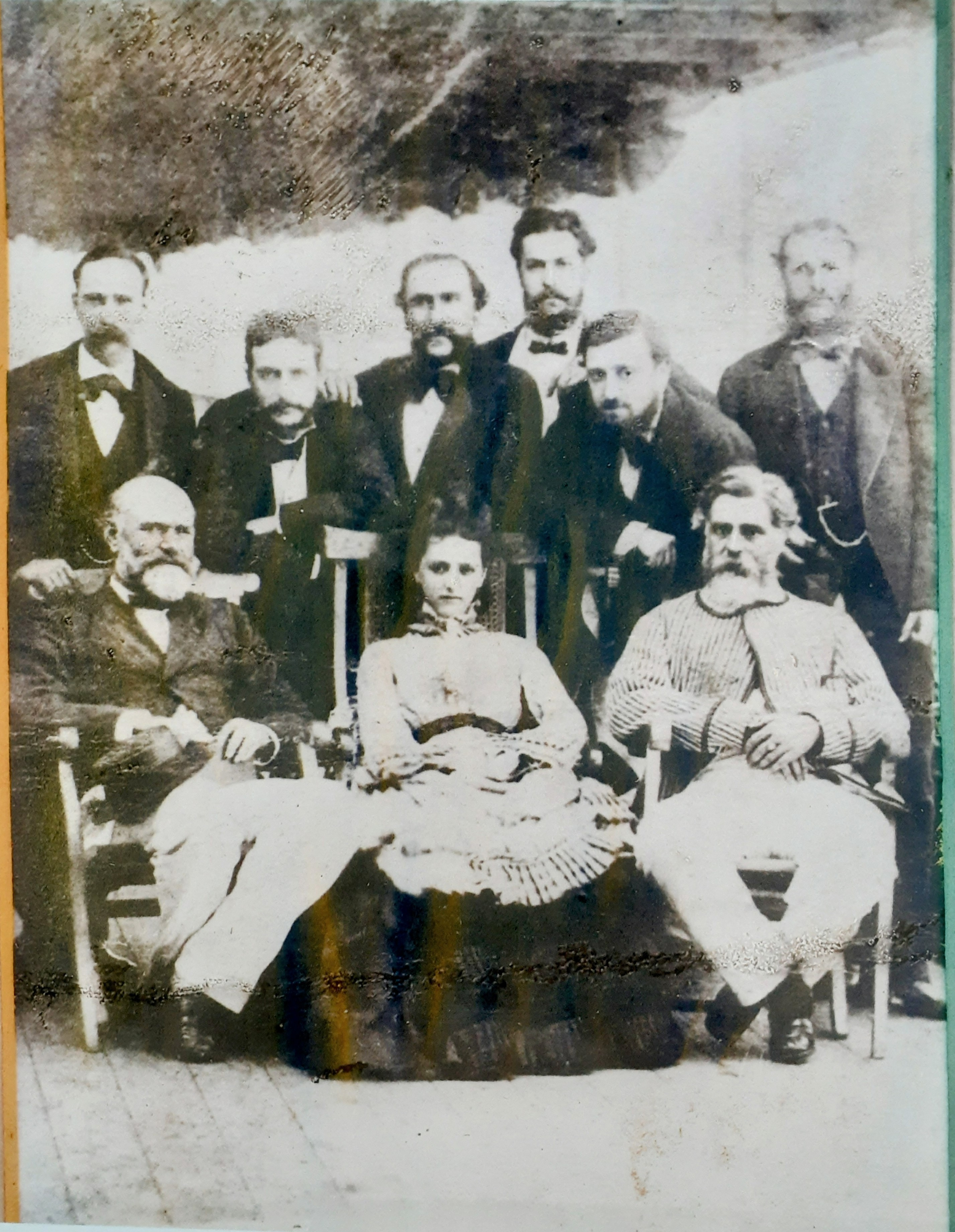
Anacarsis Lanús con el general Wenceslao Paunero

Es considerado el fundador del municipio de Lanús, en las afueras de la ciudad de Buenos Aires, siendo en la actualidad uno de los partidos más poblados del Gran Buenos Aires. Su atribución al partido de Lanús fue recuperada a mediados del siglo XX, a partir de la nueva denominación otorgada al municipio. 
Las razones que llevaron al inicio de la subdivisión de aquellas tierras parecen estar más relacionadas con la crisis económica de A. Lanús que con algún plan intencionado para urbanizar la zona. El ya mencionado contexto de crisis finisecular desencadenó la venta, el remate y la ejecución de hipotecas por parte de entidades bancarias y acreedores particulares, como lo fue A. Lanús. La patrimonialización de hitos urbanos enviados a construir por él y miembros de su familia resultó un tema de tensión con la familia Gaebeler, considerada como pionera fundadora del barrio Villa General Paz en 1888.
Su hijo, también llamado Anacarsis Lanús, fue gobernador del Territorio Nacional del Chaco entre 1911 y 1914.